# 闲山：龙的出现
《闲山：龙的出现》（韩语：／ Hansan: Yongui Chulhyeon）是2022年上映的韩国战争动作片，为金漢珉导演“李舜臣三部曲”的第二部。电影剧情发生在前作《鸣梁：旋风之海》五年前，讲述了历史上的闲山岛海战。影片于2022年7月27日以IMAX、4DX和ScreenX制式上映。

## 剧情梗慨
1592年6月，泗川海戰结束已一个月，日本大名脇坂安治接管釜山的日军基地，以应对朝鲜将军李舜臣的威胁。据海战幸存者向脇坂安治透露，朝鲜军队正建造一艘巨大的战舰，外型全封闭，外号“沐海潜”、“盲船”。这艘战舰听起来很吓人，但在设计上存在致命缺陷，譬如船首的龙头在撞击其他船只的时候容易卡住，侧面的装甲很脆弱。脇坂安治同意接管日军残部，希望一举征服朝鲜，之后再应付强大的明朝。
在丽水的全罗左道水军基地，李舜臣与朝鲜军队将领商讨之后的行动。庆尚右道水军节度使元均建议不要主动攻击，改为被动防御；鉴于当时日军高调洗劫平壤，迫使朝鮮宣祖逃往義州郡，其他将领纷纷同意元均的策略。然而李舜臣并不认同这个提议，而是提出了一种新的策略，就是用新月形的阵形从三面围困敌人，称之为“鹤翅”战术。与此同时，李舜臣也获得日本武士俊沙的支持；在泗川海戰中，俊沙用一枚鐵炮打伤李舜臣，后来被俘获。然而李舜臣不知道，日本已经派间谍渗透到他的身边，从中获取水军基地的情报。没过多久，日本派去的间谍便潜入了水军基地，放走了被囚禁的日本人，并一把火烧掉了朝鲜的大战舰，还把工程计划给带走了。李舜臣立马赶到顺天市，找到大船的设计人羅大用相救。此时罗大用已经知道脇坂安治对船的缺陷了如指掌，正加紧进行改良，所以下一次海战不会派出大船。
脇坂安治从战舰建造计划及俊沙口中了解到李舜臣的战术，决定对水军基地进行海陆夹击。为了这次行动，加藤嘉明和九鬼嘉隆两名日军大将派出了最强悍的坚船利炮。与此同时，李舜臣派出间谍任俊永和郑宝凛，计划去分化加藤嘉明和九鬼嘉隆两人与脇坂安治的关系，把他们的战舰和武器夺过，以挫败日军的伏击行动。结果任俊永被敌人发现，自顾自逃跑了；与此同时，俊沙决定和朝鲜结盟，帮助郑宝凛把脇坂安治的计划通报给李舜臣。俊沙还来到通往水军基地的陆上要塞全州市发出警告，但被朝鲜義兵俘获。虽然俊沙的警告遭到怀疑，義兵指挥官黄博还是决定守住关口，并邀请俊沙一同作战。
李舜臣了解到脇坂安治的动向，决定把他引诱到闲山岛附近的水域。朝鲜舰队抵达海峡的时候，指挥官鱼泳潭和李云龙前去引诱敌人。由于敌人并没有中招，李舜臣决定全员出击，促使脇坂安治全面迎战。战斗过程中，元均出现疏忽，让日本得以突破。千钧一发之际，李舜臣拿出几艘准备已久的龟船，被脇坂安治打烂。之后李舜臣派出改良过的龟船，鱼泳潭和李云龙守住左右两边，组成“鹤翅”阵型。在三支舰队的包围之下，脇坂安治的舰队被打得七零八落。脇坂安治想冲撞李舜臣的龟船，结果把自己的船撞烂。弃船逃跑的时候，脇坂安治被李舜臣的箭射中。陆地方面，義兵得到增援，成功守住了关口，但黄博战死了。
闲山岛海战结束后，李舜臣又在安骨浦海戰和釜山浦海戰中大捷，迫使日军暂停海上行动。一年后，李舜臣在闲山岛新设水军基地。

## 演员阵容
- 朴海日 饰 李舜臣[9]
- 卞約漢 饰 脇坂安治[10]
- 安聖基 饰 鱼泳潭（英语：Eo Yeong-dam）
- 孫賢周 饰 元均
- 金成圭 饰 俊沙
- 金成均 饰 加藤嘉明
- 金香起 饰 郑宝凛
- 玉澤演 饰 任俊永
- 孔明 饰 李億祺
- 朴智焕 饰 羅大用（英语：Na Dae-yong）[11]

## 制作

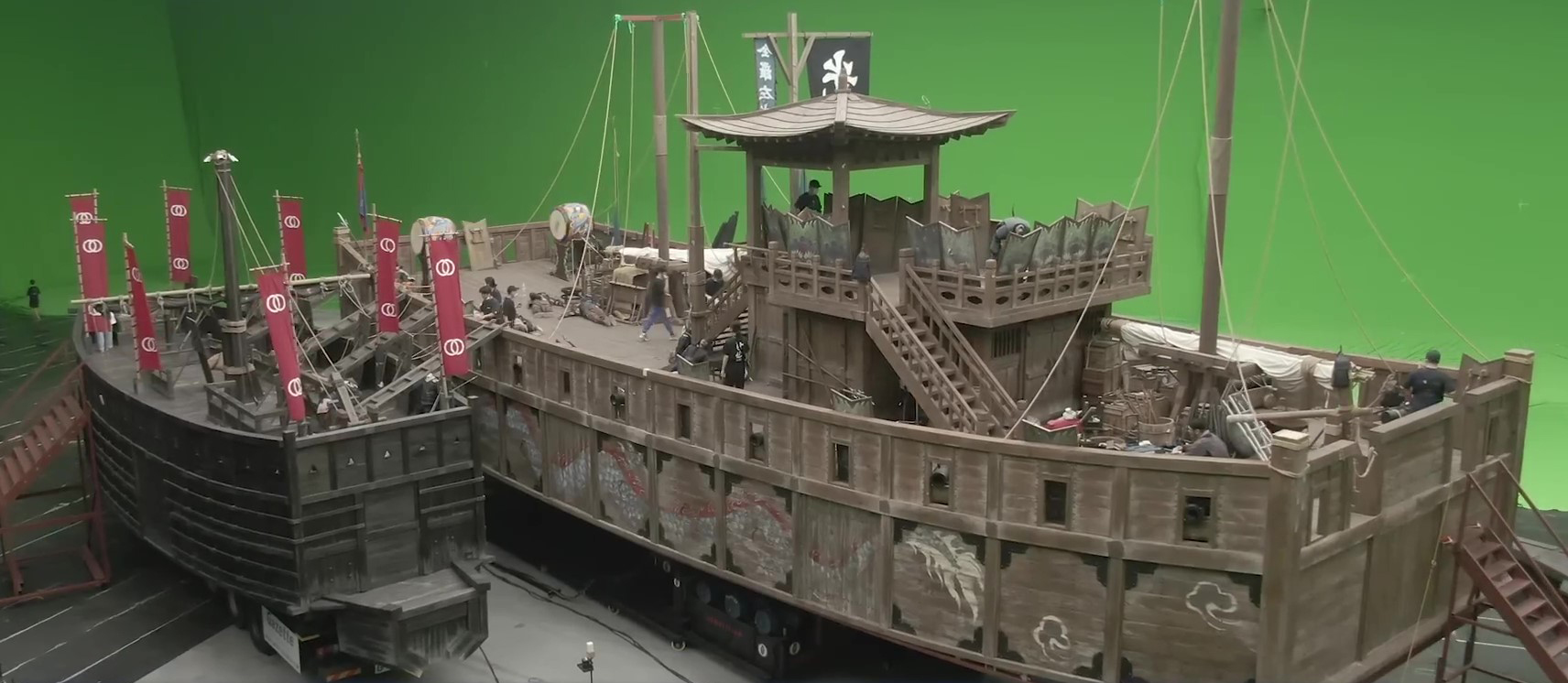
影片的特效摄影棚

2013年，Big Stone Pictures将制作中的《鸣梁：旋风之海》规划为三部曲，两部续集名为《闲山：龙的出现》和《露梁：死亡之海》。之后《鸣梁：旋风之海》成为韩国史上票房成绩最好的电影，两部续集正式敲定。
主体拍摄于2020年5月18日启动。影片的海战场景采用特效制作，而不是像前作那样实景拍摄；相关场景在2018年冬季奥林匹克运动会比赛场馆江陵競速滑冰館拍摄。陆上戏份则在全羅南道麗水市搭景。
影片后期制作需时一年。由于影片后半段海战场景的音效及背景音乐嘈杂，为了方便观众了解演员的对白，剧组特别加上了字幕，此举得到观众及影评人赞赏。

## 发行
影片于2022年7月27日以IMAX、4DX和ScreenX制式上映，乐天娱乐负责发行。

## 评价
截至2022年9月25日，影片凭借5170万美元的票房成绩位列年度票房榜第二位。

## 奖项纪录
| 年份   | 颁奖礼                     | 奖项                | 入围者                     | 结果 | 备注   |
| ------ | -------------------------- | ------------------- | -------------------------- | ---- | ------ |
| 2022年 | 第27届春史国际电影节       | 最佳剧本            | 金漢珉、尹洪基、李娜拉     | 獲獎 |        |
| 2022年 | 第27届春史国际电影节       | 最佳导演            | 金漢珉                     | 提名 |        |
| 2022年 | 第27届春史国际电影节       | 最佳男配角          | 卞约汉                     | 提名 |        |
| 2022年 | 第27届春史国际电影节       | 最佳女配角          | 金香起                     | 提名 |        |
| 2022年 | 第27届春史国际电影节       | 最佳技术            | 郑成镇                     | 提名 |        |
| 2022年 | 第31屆釜日電影獎           | 最佳导演            | 金漢珉                     | 獲獎 |        |
| 2022年 | 第31屆釜日電影獎           | 最佳电影            |                            | 提名 |        |
| 2022年 | 第31屆釜日電影獎           | 最佳美术/技术       | 郑成镇                     | 獲獎 |        |
| 2022年 | 第31屆釜日電影獎           | 最佳摄影            | 金泰成                     | 提名 |        |
| 2022年 | 第31屆釜日電影獎           | 年度明星奖          | 卞约汉                     | 獲獎 |        |
| 2022年 | 第42届韩国电影评论家协会奖 | 最佳技术            | 郑成镇                     | 獲獎 |        |
| 2022年 | 第42届韩国电影评论家协会奖 | 年度十佳电影        |                            | 獲獎 |        |
| 2022年 | 第42届黄金摄影奖颁奖礼     | 摄影奖金奖          | 金泰成                     | 獲獎 |        |
| 2022年 | 第42届黄金摄影奖颁奖礼     | 最优秀人气女演员奖  | 金香起                     | 獲獎 |        |
| 2022年 | 第43届青龙电影奖           | 最佳电影            |                            | 提名 |        |
| 2022年 | 第43届青龙电影奖           | 最佳导演            | 金漢珉                     | 提名 |        |
| 2022年 | 第43届青龙电影奖           | 最佳剧本            | 金漢珉、尹洪基、李娜拉     | 提名 |        |
| 2022年 | 第43届青龙电影奖           | 最佳男配角          | 卞约汉                     | 獲獎 |        |
| 2022年 | 第43届青龙电影奖           | 最佳新人男演员      | 李瑞俊                     | 提名 |        |
| 2022年 | 第43届青龙电影奖           | 最佳技术            | 郑成镇                     | 提名 |        |
| 2022年 | 第43届青龙电影奖           | 最佳美术            | 权有镇                     | 提名 |        |
| 2022年 | 第43届青龙电影奖           | 最佳配乐            | 金泰成                     | 提名 |        |
| 2022年 | 第43届青龙电影奖           | 最佳摄影照明        | 金泰成、金京锡             | 提名 |        |
| 2022年 | 第43届青龙电影奖           | 最佳剪辑            | 李江熙                     | 提名 |        |
| 2022年 | 第58屆大鐘獎               | 最佳电影            |                            | 提名 |        |
| 2022年 | 第58屆大鐘獎               | 最佳导演            | 金漢珉                     | 提名 |        |
| 2022年 | 第58屆大鐘獎               | 最佳男配角          | 卞约汉                     | 獲獎 |        |
| 2022年 | 第58屆大鐘獎               | 最佳女配角          | 金香起                     | 提名 |        |
| 2022年 | 第58屆大鐘獎               | 最佳剧本            | 金漢珉、尹洪基、李娜拉     | 提名 |        |
| 2022年 | 第58屆大鐘獎               | 最佳美术            | 赵和成                     | 提名 |        |
| 2022年 | 第58屆大鐘獎               | 最佳视觉效果        | 郑成镇                     | 提名 |        |
| 2022年 | 第58屆大鐘獎               | 最佳服装            | 权有镇                     | 獲獎 |        |
| 2022年 | 第58屆大鐘獎               | 最佳照明            | 金京锡                     | 提名 |        |
| 2022年 | 第58屆大鐘獎               | 最佳摄影            | 金泰成                     | 提名 |        |
| 2022年 | 第58屆大鐘獎               | 最佳剪辑            | 李江熙                     | 提名 |        |
| 2023年 | 第21届韩国导演选择奖       | 电影部门 年度导演   | 金汉珉                     | 提名 | [ 20 ] |
| 2023年 | 第21届韩国导演选择奖       | 电影部门 年度男演员 | 卞约汉                     | 提名 | [ 20 ] |
| 2023年 | 第59屆百想藝術大獎         | 电影部门 最佳男配角 | 卞约汉                     | 獲獎 | [ 21 ] |
| 2023年 | 第59屆百想藝術大獎         | 电影部门 最佳导演   | 金汉珉                     | 提名 |        |
| 2023年 | 第59屆百想藝術大獎         | 电影部门 艺术奖     | 郑城镇、郑哲民（视觉效果） | 提名 |        |